# Lulu Canta & Toca Roberto e Erasmo
Lulu Canta & Toca Roberto e Erasmo é o vigésimo quarto álbum do cantor Lulu Santos, lançado em 2013.

## História
Em 2011, Lulu Santos participou do projeto "Covers" do Circuito Cultural Banco do Brasil com o show em homenagem a dupla Roberto Carlos e Erasmo Carlos, dois anos depois, o projeto deu origem ao álbum de estúdio, nele o cantor revisitou a carreira da dupla em versões que remetem a década de 1950 (rock and roll, R&B, blues e rockabilly), além de estilos posteriores como o soul, o reggae e timbres eletrônicos, em Festa de Arromba, presta homenagem ao americano Chuck Berry, nas faixas As Curvas da Estrada de Santos e Não Vou Ficar, teve o apoio de dois ex-participantes da 1ª temporada do Programa The Voice Brasil da Rede Globo, onde o cantor foi jurado. Em Novembro de 2013, o álbum vendeu 40 mil cópias, tendo conquistado o disco de ouro

## Faixas
Todas as faixas escritas e compostas por Roberto Carlos e Erasmo Carlos, exceto onde indicado. 
| N.º | Título                                                          | Compositor(es)                 | Duração |  |
| 1.  | ""As Curvas da Estrada de Santos" (Participação Késia Estácio)" | Erasmo Carlos e Roberto Carlos | 5:46    |  |
| 2.  | "Minha Fama de Mau"                                             | Erasmo Carlos e Roberto Carlos | 4:07    |  |
| 3.  | "Se Você Pensa"                                                 | Erasmo Carlos e Roberto Carlos | 3:25    |  |
| 4.  | "Influência do Blues (Vinheta)"                                 | Lulu Santos                    | 1:31    |  |
| 5.  | "Sou uma Criança, Não Entendo Nada"                             | Guiaroni e Erasmo Carlos       | 3:55    |  |
| 6.  | "Como É Grande o Meu Amor por Você"                             | Roberto Carlos                 | 4:51    |  |
| 7.  | "Sentado À Beira do Caminho"                                    |                                | 5:14    |  |
| 8.  | "Não Vou Ficar (Participação Marquinho o Sócio)"                | Tim Maia                       | 4:09    |  |
| 9.  | "Festa de Arromba" (Homenagem Johnny B. Goode de Chuck Berry)   |                                | 3:46    |  |
| 10. | "Quando"                                                        | Roberto Carlos                 | 4:04    |  |
| 11. | "Você Não Serve Pra Mim (Participação Jorge Ailton)"            | Renato Barros                  | 3:25    |  |
| 12. | "Eu Te Darei o Céu"                                             | Roberto Carlos e Erasmo Carlos | 5:28    |  |
| 13. | "É Preciso Saber Viver"                                         | Roberto Carlos e Erasmo Carlos | 4:28    |  |
| 14. | "Emoções"                                                       | Roberto Carlos e Erasmo Carlos | 3:24    |  |
| 15. | "BoogaLoop (Vinheta)"                                           | Lulu Santos                    | 0:44    |  |

## Músicos
- Lulu Santos - voz, vocais e guitarra
- Chocolate - bateria
- Jorge Ailton - baixo e vocais; voz solo em "Você Não Serve pra Mim"
- Hiroshi Mizutani - órgão, piano elétrico, teclados e programações
- Pedro Augusto - piano acústico, piano elétrico, teclados e clavinete

Naipe de Metais
- Lelei Gracindo - sax alto
- Marcelo Martins - sax tenor
- Marlon Sette - trombone
- Altair Martins e Diogo Gomes - trompete